# Karl Joseph Berckmüller

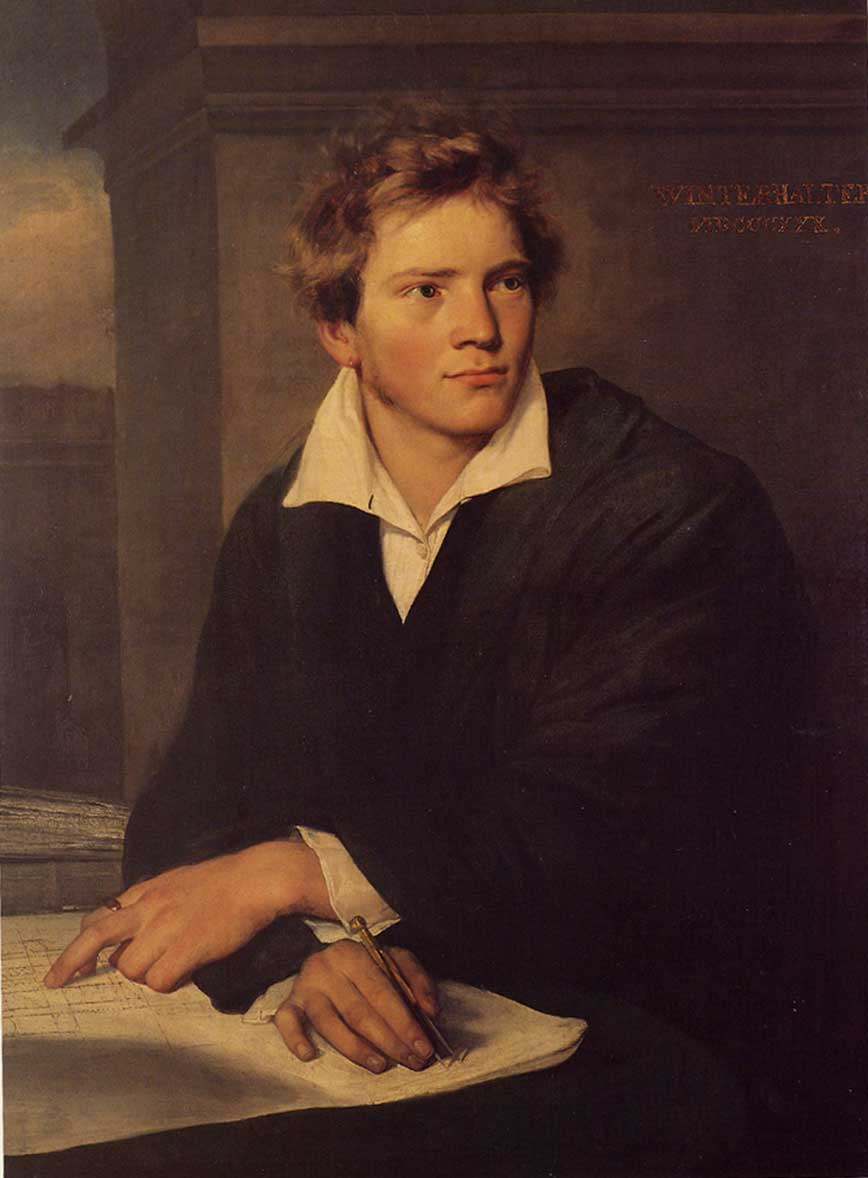
Porträt Berckmüllers von seinem Freund Franz Xaver Winterhalter, Öl auf Leinwand, 1830

Karl Joseph Berckmüller (* 11. Dezember 1800 in Karlsruhe; † 6. April 1879 ebenda) war ein deutscher Architekt und großherzoglich badischer Baubeamter.

## Leben
Berckmüller wurde am 12. Dezember 1800, dem Tag nach seiner Geburt, in der Karlsruher St.-Stephan-Kirche getauft. Er entstammte einer angesehenen Karlsruher Familie, deren Vorfahren als Beamte in herausragenden Positionen gestanden hatten. Als Enkel vom Baumeister Dominik Berckmüller war er in Richtung seines Berufes familiär vorgeprägt. So studierte er von 1817 bis 1822 an der Bauschule von Friedrich Weinbrenner, die kurz darauf 1825 in der Polytechnischen Schule Karlsruhe aufging. Als hervorragender Schüler konnte Berckmüller seinen Lehrmeister 1821 auf einer Reise nach Düsseldorf und in die Niederlande begleiten. Ab 1823 unternahm er vier Jahre lang Studienreisen in Deutschland und Österreich, nach Paris, London und Italien.
1829 legte Berckmüller die Staatsprüfung für Baupraktikanten ab und heiratete Caroline von Eichthal, die Tochter des Industriellen David von Eichthal. Er zog nach St. Blasien und arbeitete fortan in leitender Tätigkeit hauptberuflich in der Waffen-, Maschinen- und Textilfabrik seines Schwiegervaters im säkularisierten Kloster St. Blasien. Nachdem man sich bald vollständig auf die Textilherstellung fokussiert hatte, nahm ab Mitte der 1830er-Jahre die Konkurrenz durch neugegründete Schweizer Textilhersteller massiv zu. Mit Beginn der 1840er-Jahre bedrohten die Umsatzeinbrüche die Existenz Berckmüllers derart, dass er nach Karlsruhe zurückkehrte und in den Staatsdienst eintrat. Sein Schwiegervater schenkte ihm 1845 seinen gesamten Besitz in St. Blasien, um sein Vermögen teilweise vor dem Konkurs zu retten. Obwohl Berckmüller mit den Hauptgläubigern von Eichthals die Spinnerei St. Blasien gründete, konnte dies das Ende nicht verhindern, sodass 1851 dennoch Konkurs eingeleitet werden musste.
Während seiner Zeit als Fabrikdirektor schuf Berckmüller einige Zeichnungen sowie verschiedene Bauentwürfe, die teilweise umgesetzt wurden. Darunter waren ein Hochaltargehäuse für die Karlsruher Stephanskirche (1882 ersetzt), die Renovierung der Kapelle von Schloss Heiligenberg (nicht umgesetzt), Denkmäler für Johann Peter Hebel im Schlossgarten von Karlsruhe und für Georg Stulz in Kippenheim (beide erhalten) sowie diverse Grabmäler.
Noch bevor Berckmüller 1845 in Karlsruhe zum Bezirksbaumeister ernannt wurde, hatte er 1844 den Neubau der katholischen Kirche St. Peter und Paul in Bonndorf im Schwarzwald übernommen, der ihn bis 1850 beschäftigen sollte. Das Amt als Bezirksbaumeister übte er bis 1853 aus. Anschließend wurde er zum Baurat befördert und übernahm die Leitung des Hofbauamts. In seine Verantwortung fielen die Wiederherstellungsarbeiten des Schlossinnern. Von 1845 bis 1862 arbeitete er zusätzlich Militärbaumeister. Die Leitung des Hofbauamts gab er 1864 auf, übernahm sie aber 1876 noch einmal für drei Jahre. 1862 erfolgte seine Beförderung zum Oberbaurat. Von 1868 bis zu seinem Ruhestand infolge eines Nierenleidens im Jahr 1878 war er Mitglied der Baudirektion in Karlsruhe.
Berckmüller lag auf dem Hauptfriedhof Karlsruhe begraben.

## Eisenbahnhochbauten
Melchior Berri, einem Schweizer Architekten und Freund Berckmüllers, der mit ihm 1826/27 eine Italienreise unternommen hatte, ist der Erstentwurf des ersten Badischen Bahnhofs in Basel zuzuschreiben. Nach dem frühen Tod Berris im Folgejahr dürfte Berckmüller diese Pläne weitergeführt haben. Der Kontakt zu Berri hat sich durch seine Berufung in den Vorstand der Großherzoglichen Hochbauamtes, das eng mit der Oberdirektion des Wasser- und Straßenbaues zusammenarbeitete, vertieft.
In den Jahren 1853, 1855 und 1856 wurde Berckmüller zur Errichtung von Eisenbahnhochbauten an der Badischen Hauptbahn von Haltingen bis Waldshut freigestellt. Der naheliegende Schluss, dass er diese entworfen und ausgeführt hat, konnte von Spitzbart 1999 jedoch nicht bestätigt werden. Zusätzlich war er für die Bauinspektion der Hochbauten entlang der Eisenbahnstrecken der Direktion Karlsruhe verantwortlich.

## Rezeption
1920 wurde in der Oststadt eine Straße nach ihm benannt.
Sein Nachlass liegt im Südwestdeutschen Archiv für Architektur und Ingenieurbau, daneben finden sich Pläne im Generallandesarchiv Karlsruhe.

## Bauten

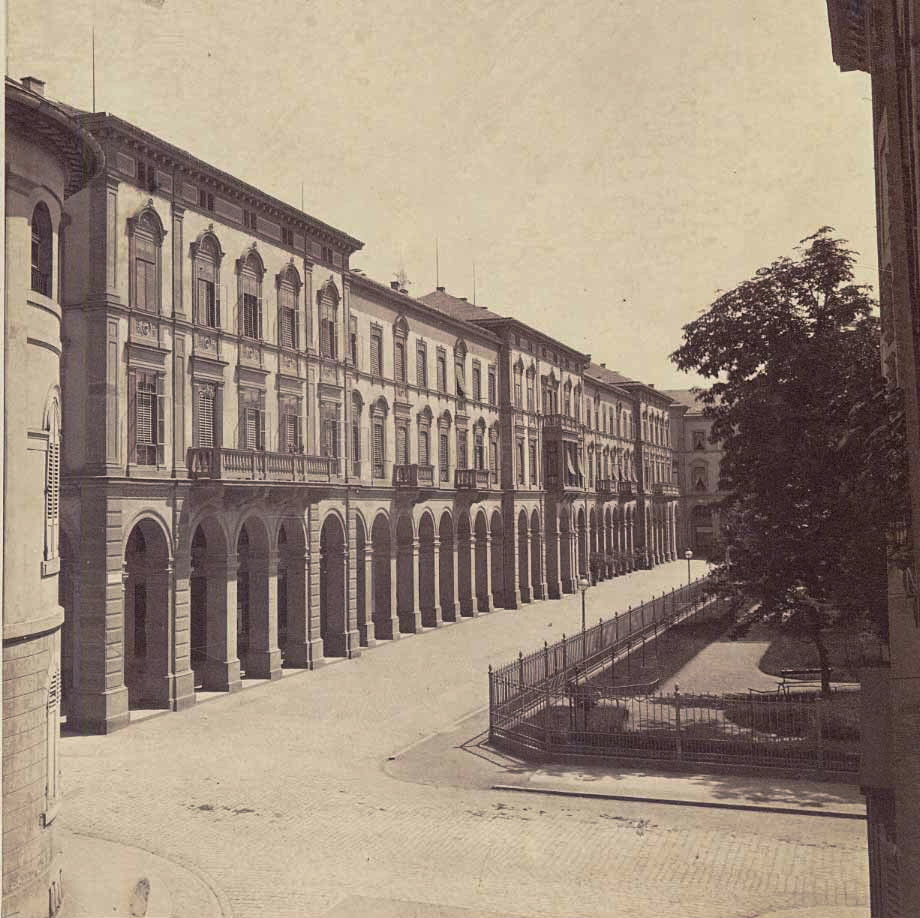
Wohnbebauung am Friedrichplatz in Karlsruhe

- 1828: Grabmal für Johann Gottfried Tulla in Paris
- 1835: Denkmal für Johann Peter Hebel in Karlsruhe (Schlossgarten)
- 1846–1850: Neubau der katholischen Kirche St. Peter und Paul in Bonndorf im Schwarzwald
- 1859–1862: erster Badischer Bahnhof in Basel (1913 stillgelegt, 1923 abgebrochen)
- 1863: Umgestaltung der Pflanzenhäuser der Orangerie in Karlsruhe
- nach 1865: Wohnbebauung am Friedrichsplatz in Karlsruhe (1944 teilweise zerstört)
- 1865–1876: Großherzogliches Sammlungsgebäude (heute Staatliches Museum für Naturkunde Karlsruhe)[7][8]